# Танагура (княжество)
Княжество Танагура (яп. 棚倉藩 Танагура-хан) — феодальное княжество (хан) в Японии периода Эдо (1603—1871), в провинции Муцу региона Тосандо на севере острова Хонсю (на территории современной префектуры Фукусима).

## Краткая история
Административный центр княжества: замок Танагура (современный город Танагура, префектура Фукусима).
Доход хана:
- 1603—1620 годы — 10-25-35 000 коку риса
- 1622—1627 годы — 50 000 коку
- 1627—1705 годы — 70 000 коку
- 1705—1728 годы — 50 000 коку риса
- 1728—1817 годы — 65 000 коку
- 1817—1866 годы — 60 000 коку
- 1866—1871 годы — 100 000 коку риса

В 1603 году Танагура-хан в провинции Муцу получил Татибана Мунэсигэ (1567—1642), который в 1620 году был переведён в Янагава-хана (провинция Тикуго). В 1622—1627 годах княжеством владел Нива Нагасигэ (1571—1637), бывший правитель Эдосаки-хан (провинция Хитати). В 1627 году его перевели в Сиракава-хан (провинция Муцу).
В 1627 году в Танагура-хан был переведён Найто Нобутэру (1592—1665). В 1665 году ему наследовал старший сын Найто Нобуёси (1625—1695). В 1673 году Найто Нобуёси передал власть в домене своему приемному сыну Найто Кадзунобу (1658—1730). В 1705 году Найто Кадзунобу был переведён из Танагура-хана в Танака-хан (провинция Суруга).
В 1705—1728 годах княжеством владел Ота Сукэхару (1696—1740), переведённый туда из Танака-хана. В 1728 году его перевели в Татэбаяси-хан (провинция Кодзукэ).
В 1728—1746 годах Танагура-хан принадлежал Мацудайра Такэтика (1714—1779), бывший правитель Татэбаяси-хана. В 1736 году Мацудайра Такэтика был возвращен обратно в Татэбаяси-хан.
В 1746—1817 годах княжеством управлял род Огасавара. В 1746 году домен получил Огасавара Нагаюки (1740—1776), бывший владелец Какэгава-хана (провинция Тотоми). В 1776 году ему наследовал старший сын Огасавара Нагатака (1761—1812). В 1812—1817 годах правил Огасавара Нагамаса (1796—1823), сын и преемник Огасавары Нагатаки. В 1817 году его перевели в Карацу-хан (провинция Хидзэн).
В 1817 году Танагура-хан был передан во владение Иноуэ Масамото (1778—1858), ранее правивший в Хамамацу-хане (провинция Тотоми). В 1820 году он передал власть в княжестве своему старшему сыну Иноуэ Масахару (1805—1847), который в 1836 году был переведён в Татэбаяси-хан (провинция Кодзукэ).
В 1836—1866 годах княжеством управлял род Мацудайра (ветвь Мацуи). В 1836 году в Танагура-хан был переведён из Хамада-хана Мацудайра Ясутака (1810—1868). Его потомки управляли ханом до 1866 года. В 1866 году 4-й даймё Танагура-хана Мацудайра Ясухидэ (1830—1904) был переведён в Кавагоэ-хан (провинция Мусаси).
В 1866 году Танагура-хан был передан во владение Абэ Масакиё (1850—1878), бывшему правителю Сиракава-хана в провинции Муцу. В 1868 году он передал власть в княжестве своему приёмному сыну Абэ Масакото (1860—1925), который правил до 1871 года.
Танагура-хан был ликвидирован в 1871 году.

## Правители княжества
- Род Татибана, 1603—1620 (тодзама-даймё)

| № | Имя               | Имя       | Годы правления | Годы жизни  | Примечания                                        |
| - | ----------------- | --------- | -------------- | ----------- | ------------------------------------------------- |
| 1 | Татибана Мунэсигэ | 立花 宗茂 | 1603 — 1620    | 1567 — 1642 | Сын Татибаны Сигэтанэ, усыновлён Татибаной Досэцу |

- Род Нива, 1622—1627 (тодзама-даймё)

| № | Имя           | Имя       | Годы правления | Годы жизни  | Примечания                |
| - | ------------- | --------- | -------------- | ----------- | ------------------------- |
| 1 | Нива Нагасигэ | 丹羽 長重 | 1622 — 1627    | 1571 — 1637 | Старший сын Нивы Нагахидэ |

- Род Найто, 1627—1705 (фудай-даймё)

| № | Имя             | Имя      | Годы правления | Годы жизни  | Примечания                                                  |
| - | --------------- | -------- | -------------- | ----------- | ----------------------------------------------------------- |
| 1 | Найто Нобутэру  | 内藤信照 | 1627 — 1665    | 1592 — 1665 | Старший сын Найто Нобумасы                                  |
| 2 | Найто Нобуёси   | 内藤信良 | 1675 — 1673    | 1625 — 1695 | Старший сын и преемник Найто Нобутэру                       |
| 3 | Найто Кадзунобу | 内藤弌信 | 1673 — 1705    | 1658 — 1730 | Второй сын хатамото Найто Нобумицу, усыновлён Найто Нобуёси |

- Род Ота, 1622—1627 (фудай-даймё)

| № | Имя          | Имя      | Годы правления | Годы жизни  | Примечания                 |
| - | ------------ | -------- | -------------- | ----------- | -------------------------- |
| 1 | Ота Сукэхару | 太田資晴 | 1705 — 1728    | 1696 — 1740 | Сын и преемник Оты Сукэнао |

- Род Мацудайра (ветвь Оти), 1728—1746 (симпан-даймё)

| № | Имя                | Имя      | Годы правления | Годы жизни  | Примечания                  |
| - | ------------------ | -------- | -------------- | ----------- | --------------------------- |
| 1 | Мацудайра Такэтика | 松平武元 | 1728 — 1746    | 1714 — 1779 | Второй сын Мацудайры Ёриаки |

- Род Огасавара, 1746—1817 (фудай-даймё)

| № | Имя                | Имя        | Годы правления | Годы жизни  | Примечания                                |
| - | ------------------ | ---------- | -------------- | ----------- | ----------------------------------------- |
| 1 | Огасавара Нагаюки  | 小笠原長恭 | 1746 — 1776    | 1740 — 1776 | Старший сын и преемник Огасавары Нагацунэ |
| 2 | Огасавара Нагатака | 小笠原長堯 | 1776 — 1812    | 1761 — 1812 | Сын Огасавары Нагаюки                     |
| 3 | Огасавара Нагамаса | 小笠原長昌 | 1812 — 1817    | 1796 — 1823 | Сын и преемник Огасавары Нагатаки         |

- Род Иноуэ, 1817—1836 (фудай-даймё)

| № | Имя            | Имя      | Годы правления | Годы жизни  | Примечания                            |
| - | -------------- | -------- | -------------- | ----------- | ------------------------------------- |
| 1 | Иноуэ Масамото | 井上正甫 | 1817 — 1820    | 1778 — 1858 | Сын Иноуэ Масасады                    |
| 2 | Иноуэ Масахару | 井上正春 | 1820 — 1836    | 1805 — 1847 | Старший сын и преемник Иноуэ Масамото |

- Род Мацудайра (ветвь Мацуи), 1836—1866 (фудай-даймё)

| № | Имя               | Имя      | Годы правления | Годы жизни  | Примечания                                                    |
| - | ----------------- | -------- | -------------- | ----------- | ------------------------------------------------------------- |
| 1 | Мацудайра Ясутака | 松平康爵 | 1836 — 1854    | 1810 — 1868 | Второй сын Мацудайры Ясуто                                    |
| 2 | Мацудайра Ясукадо | 松平康圭 | 1854 — 1862    | 1821 — 1862 | Третий сын Мацудайры Ясуто                                    |
| 3 | Мацудайра Ясухиро | 松平康泰 | 1862 — 1864    | 1849 — 1864 | Старший сын и преемник Мацудайры Ясукадо                      |
| 4 | Мацудайра Ясухидэ | 松平康英 | 1864 — 1866    | 1830 — 1904 | Сын хатамото Мацудайры Ясудзуми, усыновлён Мацудайрой Ясухиро |

- Род Абэ, 1868—1871 (фудай-даймё)

| № | Имя          | Имя      | Годы правления | Годы жизни  | Примечания                |
| - | ------------ | -------- | -------------- | ----------- | ------------------------- |
| 1 | Абэ Масакиё  | 阿部正静 | 1866, 1868     | 1850 — 1878 | Сын и преемник Абэ Масато |
| 2 | Абэ Масакото | 阿部正功 | 1868 — 1871    | 1860 — 1925 | Второй сын Абэ Масахисы   |